# Joost Hiddes Halbertsma

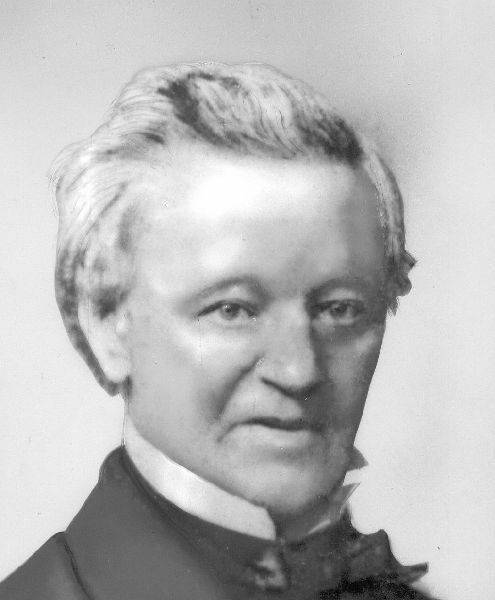
Joost Hiddes Halbertsma

Joost (Justus) Hiddes Halbertsma, född 23 oktober 1789 i Grouw, död 27 februari 1869 i Deventer, var en nederländsk språkforskare; bror till Eeltje Halbertsma. Som skönlitterär författare skrev han på sin modersmål frisiska.
Halbertsma, som var mennonitisk predikant, var verksam som filolog och litteraturhistoriker (Aanteekeningen, 1851, Letterkundige naoogst, två band, 1840–43, Hulde aan Gijsbert Japiks, två band, 1824–27). Han översatte Matteusevangeliet till nyfrisiska och samlade material till en ordbok, av vilken hans son, professorn i Groningen Tjalling Joostes Halbertsma 1872 utgav första delen.